# 林浩正
林 浩正（はやし ひろまさ、1900年（明治33年）2月1日 - 1979年（昭和54年））は、日本の実業家、政治家。長野県岡谷市長。

## 来歴
長野県諏訪郡平野村（現岡谷市）で、丸千鉄工所経営・林乙次郎、たけ の長男として生まれた。平野農蚕学校（現長野県岡谷工業高等学校）を卒業。家業の鉄工場を承継し、戦時中の軍事産業の拡大に伴い社業も盛んとなった。戦後の再建整備計画に基づき、1950年（昭和25年）岡谷造機を設立して社長に就任し、船舶やガス用のバルブやコックの製作に当たった。また、岡谷市消防団長、同消防長を務め、1951年（昭和26年）4月、長野県議会議員に選出され3期在任。1960年（昭和35年）長野県人事委員会委員長に就任し1962年（昭和37年）まで務めた。
1963年（昭和38年）9月、岡谷市長に当選し、1975年（昭和50年）9月まで3期務めた。在任中は市清掃工場、岡谷美術考古館の建設、諏訪湖流域下水道工事の着工、岡谷市民憲章の制定、中央本線塩嶺トンネル建設の期成などに尽力した。また長野県鋳物工業組合常任理事、長野県機械器具工業協同組合理事長、全国失業対策事業関係都市協議会長、岡谷観光社長などを歴任した。